# Bremnäs
Bremnäs är en bebyggelse i Lycke socken i Kungälvs kommun i Västra Götalands län. SCB klassade bebyggelsen som småort från 2005 till 2020. Vid avgränsningen 2020 klassades den som sammanbyggd med småorten Stora Lycke och klassades då som en tätort benämnd Lycke och Bremnäs

## Befolkningsutveckling
| Befolkningsutvecklingen i Bremnäs/Lycke och Bremnäs 2005–2020         | Befolkningsutvecklingen i Bremnäs/Lycke och Bremnäs 2005–2020 | Befolkningsutvecklingen i Bremnäs/Lycke och Bremnäs 2005–2020 | Befolkningsutvecklingen i Bremnäs/Lycke och Bremnäs 2005–2020 | Befolkningsutvecklingen i Bremnäs/Lycke och Bremnäs 2005–2020 |
| --------------------------------------------------------------------- | ------------------------------------------------------------- | ------------------------------------------------------------- | ------------------------------------------------------------- | ------------------------------------------------------------- |
|                                                                       |                                                               |                                                               |                                                               |                                                               |
| År                                                                    |                                                               |                                                               | Folkmängd                                                     | Areal (ha)                                                    |
| 2005                                                                  | 2005                                                          |                                                               | 84                                                            | 26#                                                           |
| 2010                                                                  | 2010                                                          |                                                               | 87                                                            | 26#                                                           |
| 2015                                                                  | 2015                                                          |                                                               | 86                                                            | 29#                                                           |
| 2020                                                                  | 2020                                                          |                                                               | 205                                                           | 90                                                            |
| Anm.: från 2015 ingår den tidigare småorten Stora Lycke # Som småort. |                                                               |                                                               |                                                               |                                                               |